# Börgönd
Börgönd Székesfehérvár egyik városrésze, amely Fejér vármegye legrégibb települései közé tartozik. Igen szétszórtan helyezkedik el a város területének délkeleti részén. Itt található a Börgöndi repülőtér és Börgönd vasútállomás, mely vasúti csomópont (itt találkozik a 44-es számú Székesfehérvár–Pusztaszabolcs-vasútvonal, a 45-ös számú Sárbogárd–Börgönd-vasútvonal, valamint a 44-es számú vonal részét képező 44b, a Börgönd–Szabadbattyán-vasútvonal). Belterületi, sűrűn lakott része Börgöndpuszta A közelében húzódik a 62-es főút, amellyel a 62 125-ös út kapcsolta össze; utóbbi – úgy tűnik – egy ideje már önkormányzati útnak minősül.

## Nevének eredete
Neve Bergen, Felbergen alakokban fordult elő a XI. majd a XIII. századokban.

## Története
A birtok Zedgyes Tamás családjának kihalását követően 1558-ban a kincstárra szállt. 1659-ben adományozás útján a Bossány Gábor, Szeghy János és Eölbey Márton tulajdonává vált. A török kiűzése után gróf Sigbert Heister tábornok tulajdona, az 1730-as évektől a mintegy 3800 holdas birtok földesura a gróf Cziráky család. A puszta néhány házból állt, lakosaik száma 1784-ben 48 fő volt.
A 19. században is lassan fejlődött, az uradalom 1871-ben építtetett elemi iskolát. Az 1930-as években megkezdődött a repülőtér építése, kifutópályákat és hangárokat alakítottak ki, a katonai építkezések 1944 elején fejeződtek be. A második világháború alatt repülős kiképzőbázisként működött.
A külterületi lakott részt 1988-ban csatolták a város közigazgatási területéhez.

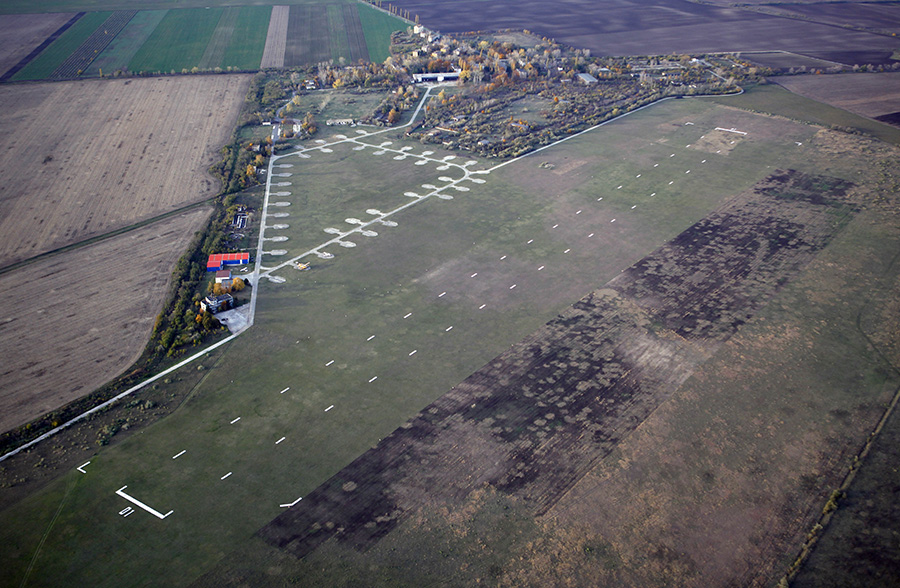
Börgöndi repülőtér